# Millenniumshaus

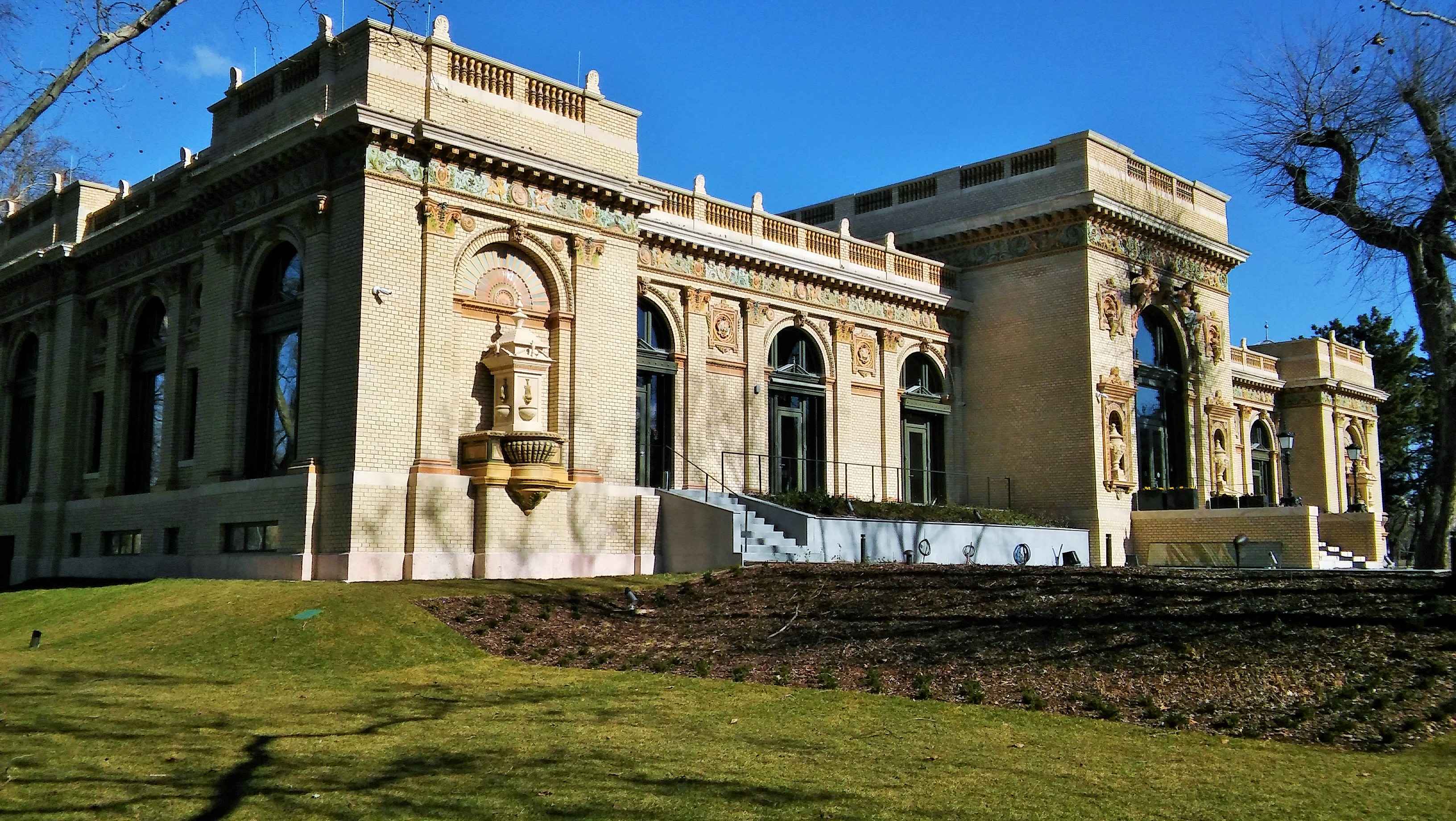
Millenniumshaus, 2020

Das Millenniumshaus (ungarisch Millennium Háza, früher auch Olof Palme Ház, dt. Olof Palme-Haus genannt) ist ein Ausstellungsgebäude im Stile der Neorenaissance im Stadtwäldchen in Budapest.

## Geschichte
Das an der Olof-Palme-Promenade (ung. Olof Palme sétány) gelegene Gebäude wurde 1885 nach Plänen des Architekten Ferenc Pfaff für die im gleichen Jahr stattfindende Landesausstellung errichtet. Obwohl das Millenniumshaus mit seinen zahlreichen Zsolnay Keramiken verziert, als eines der schönsten der Ausstellung bezeichnet wurde, konnte es seiner ursprünglichen Funktion immer schwerer gerecht werden, denn es war zu klein und schlecht angebunden. Infolgedessen wurde schon im gleichen Jahr mit dem Bau der räumlich deutlich größeren Kunsthalle am Heldenplatz begonnen. Das Millenniumshaus wurde fortan als städtisches Museum genutzt. Im Zweiten Weltkrieg wurde darin ein Lazarett eingerichtet. Bei einem Bombenangriff wurde das Gebäude schwer getroffen und dabei die Verzierungen in den Innenräumen vollständig zerstört. Ab 1954 bezogen Bildhauer die Räumlichkeiten.
In den Jahren 2017 bis 2019 wurde das Gebäude grundlegend rekonstruiert und dafür die Innenräume und die Decke vollständig eingerissen. Heute dient es wieder als Ausstellungsraum und beherbergt unter anderem ein Café.

## Galerie

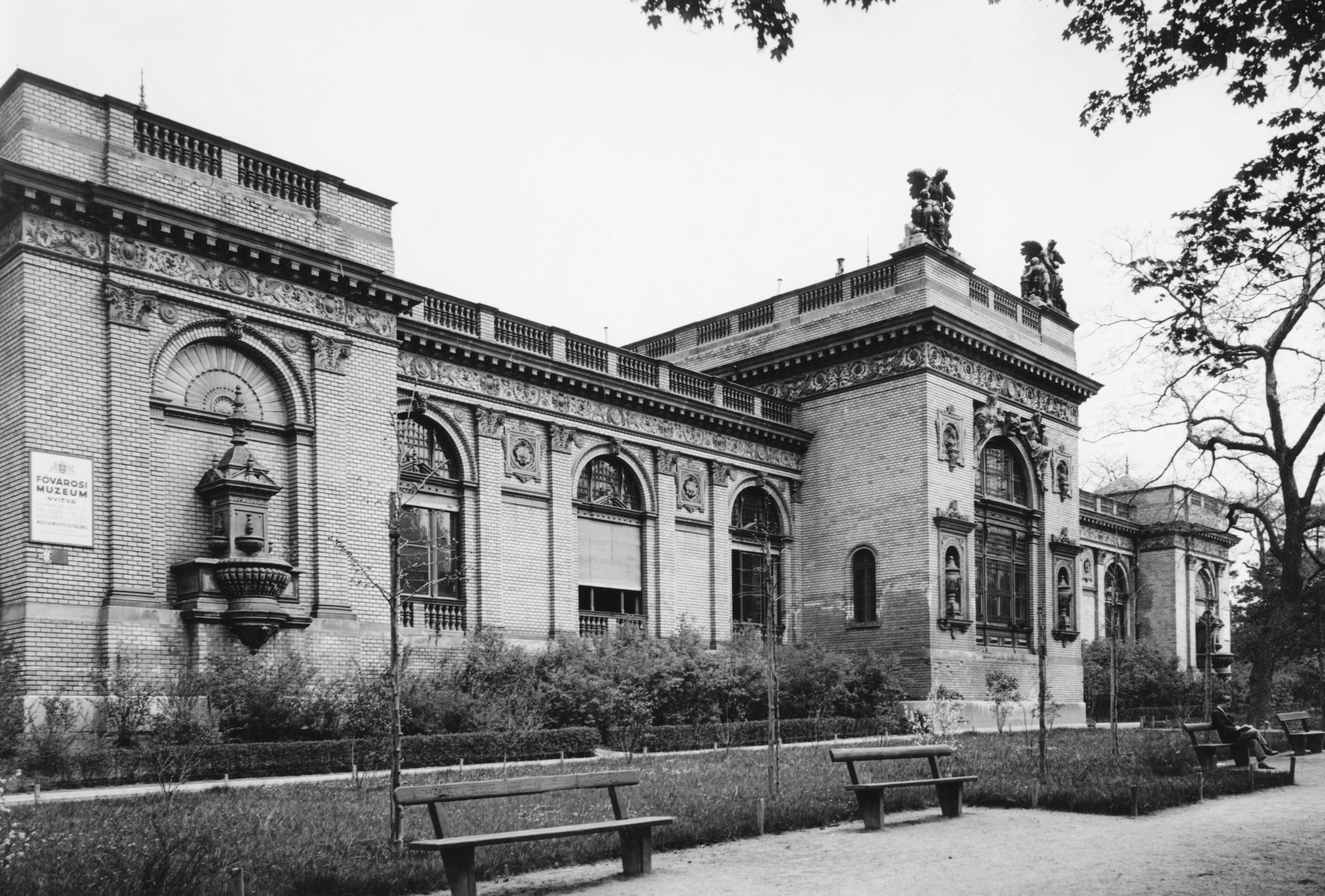
Ansicht von 1940
Fassadendetail
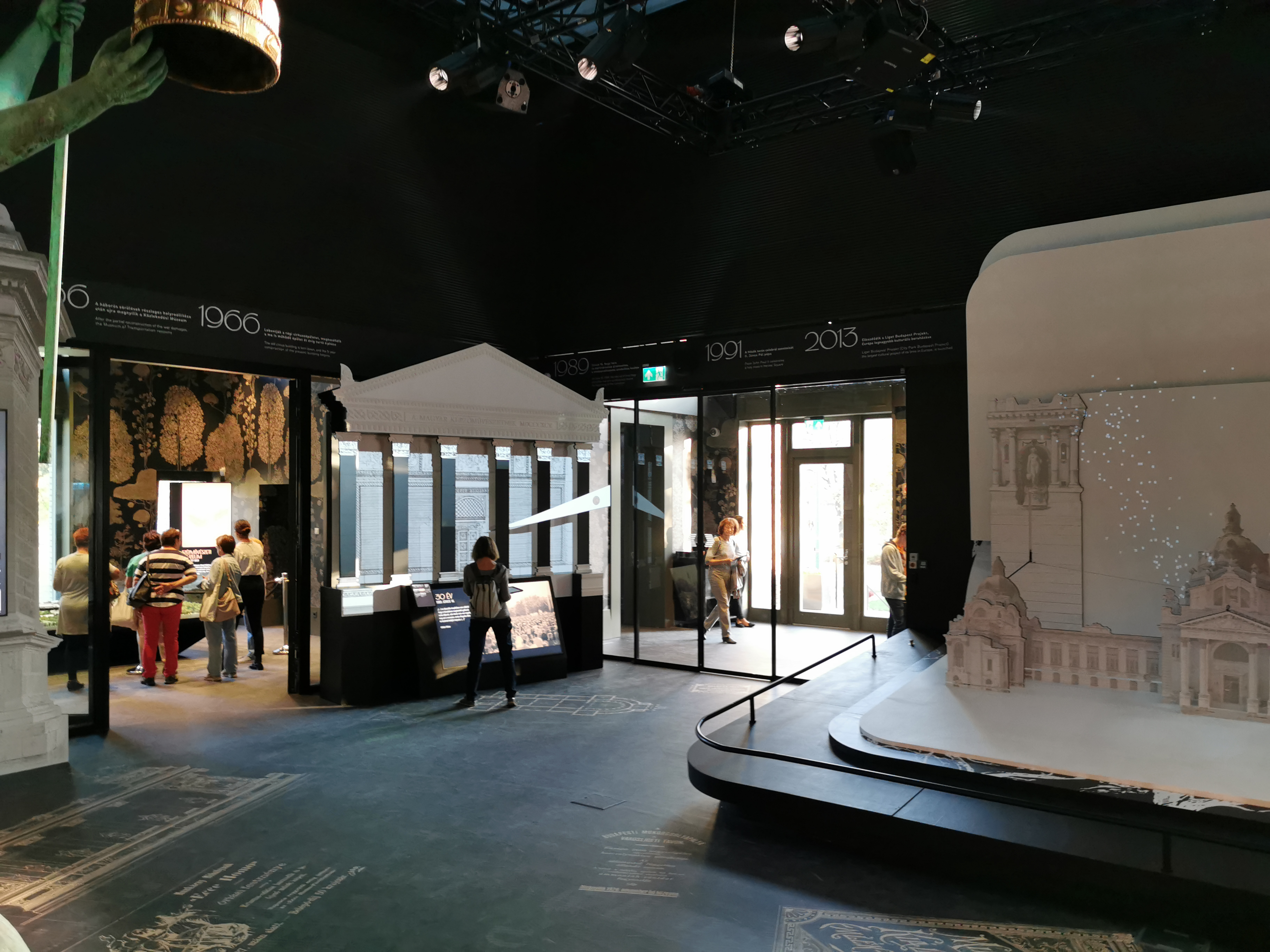
Ausstellungsraum
Rosengarten
Zsolnay-Brunnen
Denkmal zu Ehren von Kronprinz Rudolf